# Sân bay quốc tế Cap. FAP Carlos Martínez de Pinillos
Sân bay quốc tế Capitán FAP Carlos Martínez de Pinillos (IATA: TRU, ICAO: SPRU), tiếng Tây Ban Nha: Aeropuerto Internacional Capitán FAP Carlos Martínez de Pinillos là sân bay phục vụ thành phố quan trọng thứ ba của Peru, Trujillo. Sân bay này có 1 đường băng dài 3024 m bề mặt nhựa đường.

## Các hãng hàng không và các tuyến bay
| Hãng hàng không | Các điểm đến   |
| --------------- | -------------- |
| LAN Perú        | Lima           |
| Star Perú       | Chiclayo, Lima |